# Sachin (Pas-de-Calais)
Sachin ist eine französische Gemeinde mit 320 Einwohnern (Stand 1. Januar 2022) im Arrondissement Arras des Départements Pas-de-Calais. Sie liegt im Kanton Saint-Pol-sur-Ternoise und ist Mitglied des Kommunalverbandes Ternois. Dessen Einwohner werden Sachinois genannt.

## Geographie
| Nédon            | Bailleul-lès-Pernes | Aumerval |
| Fiefs            | Kompass             | Pernes   |
| Sains-lès-Pernes | Pressy              |          |

## Sehenswürdigkeiten

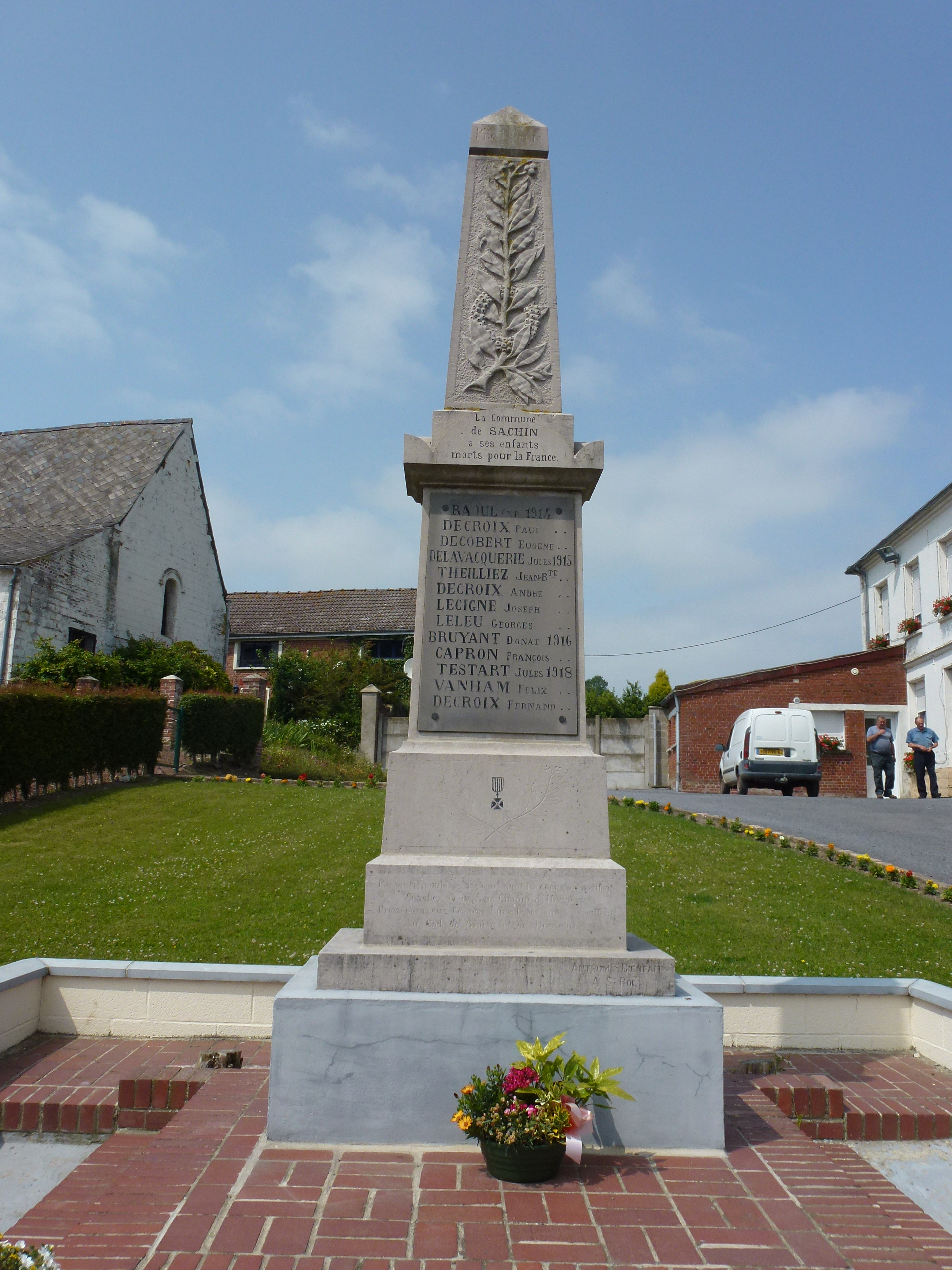
Kriegerdenkmal
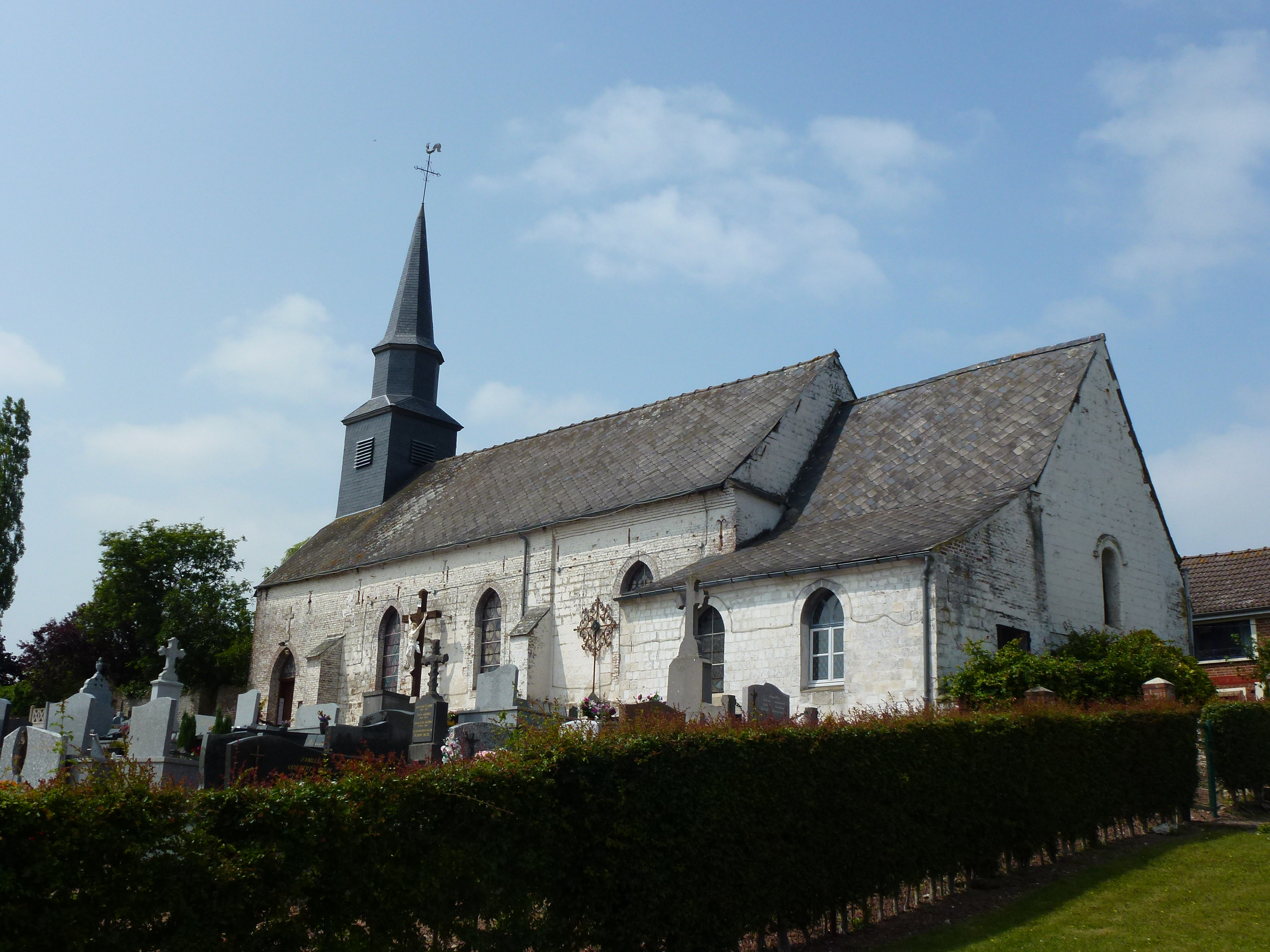
Kirche
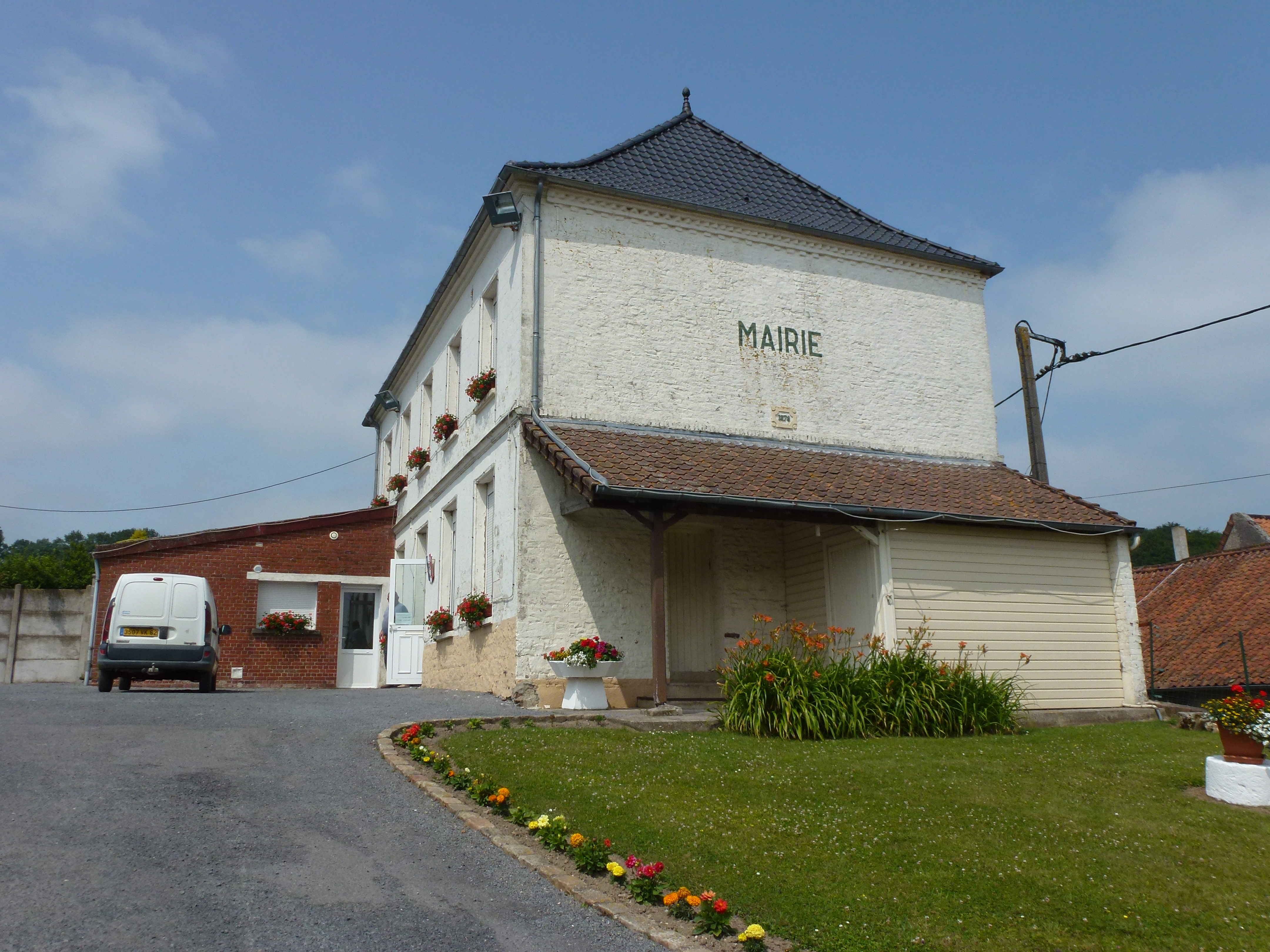
Rathaus
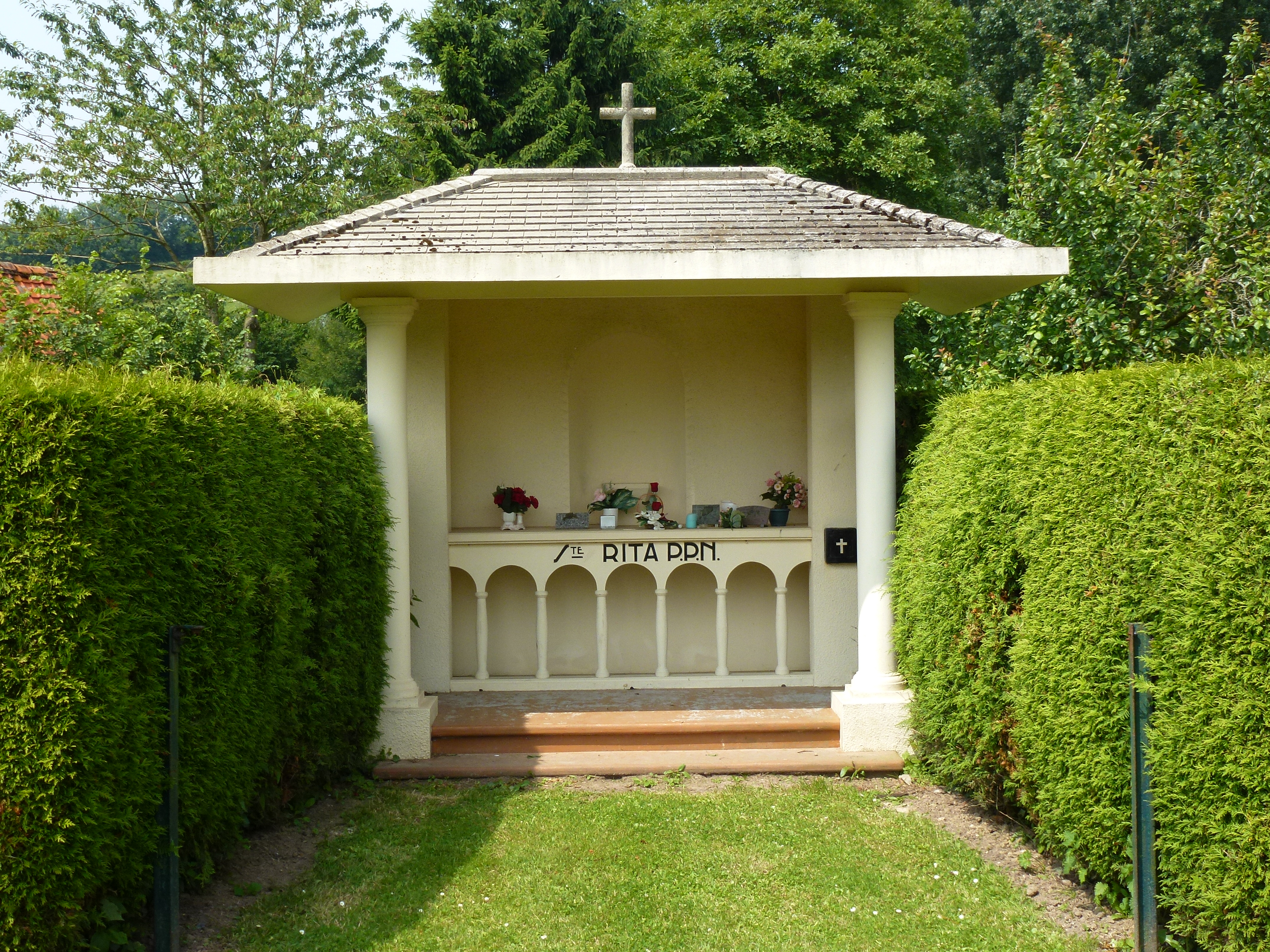
Kapelle